# Прінсенкамп
Прінсенкамп (нід. Prinsenkamp) — селище в нідерландській провінції Гелдерланд. Входить до муніципалітету Нейкерк. Перша згадка про населений пункт датується 1835 роком.